# فورد شلبی کبرا مفهومی
فورد شلبی کبری مفهومی (Ford Shelby Cobra Concept) خودرویی است.
طراحی آن خودروهای موتور جلو-محور عقب بوده سیستم جعبه‌دندهٔ آن دنده به صورت دستی است.